# Celada (Gurabo)
Celada es un barrio ubicado en el municipio de Gurabo en el estado libre asociado de Puerto Rico. En el Censo de 2010 tenía una población de 3160 habitantes y una densidad poblacional de 337,97 personas por km².

## Geografía
Celada se encuentra ubicado en las coordenadas 18°16′21″N 65°58′52″O / 18.27250, -65.98111. Según la Oficina del Censo de los Estados Unidos, Celada tiene una superficie total de 9.35 km², de la cual 9.2 km² corresponden a tierra firme y (1.58%) 0.15 km² es agua.

## Demografía
Según el censo de 2010, había 3160 personas residiendo en Celada. La densidad de población era de 337,97 hab./km². De los 3160 habitantes, Celada estaba compuesto por el 65.95% blancos, el 10.35% eran afroamericanos, el 0.6% eran amerindios, el 13.16% eran de otras razas y el 9.94% pertenecían a dos o más razas. Del total de la población el 99.46% eran hispanos o latinos de cualquier raza.